# أنبياء مذكورون في القرآن
الأنبياء المذكورين في القرآن، أخبر النبي بعدد الأنبياء والمرسلين ففي مسند أحمد «عَنْ أَبِي ذَرُّ رَضِّيَّ اللهُ عَنْهُ قَالَ: قَلَّتْ يَا رَسُولِ اللهِ، كَمِ الْمُرْسَلُونَ؟ قَالَ: ثَلَاثمِائَة وَبِضْعَةَ عُشُرِ، جِمَا غَفِيرًا.» وفي رواية أبو أمامة الباهلي «قَالَ أَبُو ذَرًّ: قُلتُ: يا رسولَ اللهِ، كم وَفَّى عِدَّةُ الأنبياءِ؟ قال: مِئةُ ألْفٍ وأربعةٌ وعشرونَ ألْفًا، الرُّسُلُ مِن ذلك ثلاثُ مِئةٍ وخَمسةَ عَشَرَ جَمًّا غَفيرًا.»، وقد ذُكر خمس وعشرين نبياً ورسولاً في القرآن ثمانية عشر نبياً ورسولاً ذُكرت أسماؤهم في موضع واحد من القرآن في سورة الأنعام والباقي في سور متفرقة وهم آدم وهود وصالح وشعيب وإدريس وذو الكفل ومحمد.

## أنبياء سورة الأنعام
ذُكر في سورة الأنعام ثمانية عشر نبي ورسول وهم: إبراهيم وإسحاق ويعقوب ونوح وداوود وسليمان وأيوب ويوسف وموسى وهارون وزكريا ويحيى وعيسى وإلياس وإسماعيل واليسع ويونس ولوط، كما ذُكر: ﴿الَّذِينَ آمَنُوا وَلَمْ يَلْبِسُوا إِيمَانَهُمْ بِظُلْمٍ أُولَئِكَ لَهُمُ الْأَمْنُ وَهُمْ مُهْتَدُونَ ۝٨٢ وَتِلْكَ حُجَّتُنَا آتَيْنَاهَا إِبْرَاهِيمَ عَلَى قَوْمِهِ نَرْفَعُ دَرَجَاتٍ مَنْ نَشَاءُ إِنَّ رَبَّكَ حَكِيمٌ عَلِيمٌ ۝٨٣ وَوَهَبْنَا لَهُ إِسْحَاقَ وَيَعْقُوبَ كُلًّا هَدَيْنَا وَنُوحًا هَدَيْنَا مِنْ قَبْلُ وَمِنْ ذُرِّيَّتِهِ دَاوُدَ وَسُلَيْمَانَ وَأَيُّوبَ وَيُوسُفَ وَمُوسَى وَهَارُونَ وَكَذَلِكَ نَجْزِي الْمُحْسِنِينَ ۝٨٤ وَزَكَرِيَّا وَيَحْيَى وَعِيسَى وَإِلْيَاسَ كُلٌّ مِنَ الصَّالِحِينَ ۝٨٥ وَإِسْمَاعِيلَ وَالْيَسَعَ وَيُونُسَ وَلُوطًا وَكُلًّا فَضَّلْنَا عَلَى الْعَالَمِينَ ۝٨٦﴾ [الأنعام:82–86].

## بقية الأنبياء
أما بقية الأنبياء السبعة فقد ذكروا في سور متفرقة وهم: آدم وهود وصالح وشعيب وإدريس وذو الكفل ومحمد:
- آدم: كما ذُكر في سورة آل عمران (إن الله اصطفى آدم ونوحاً).
- هود: كما ذُكر في سورة هود (وإلى عاد أخاهم هوداً).
- صالح: كما ذُكر في سورة هود (وإلى ثمود أخاهم صالحاً).
- شعيب: كما ذُكر في سورة هود (وإلى مدين أخاهم شعيباً).
- إدريس و‌ذو الكفل: كما ذُكر في سورة الأنبياء (وإسماعيل وإدريس وذا الكفل).
- محمد: كما ذُكر في سورة آل عمران (وما محمد إِلا رسول قد خلت من قبله الرسل)، وذُكر أيضاً في أربع مواضع.[2]

## سور سميت بأسماء الأنبياء
يبلغ عدد السور التي سُمّيت بأسماء أنبياء ست سور؛ وهي سورة محمد، وسورة إبراهيم، وسورة يوسف، وسورة هود، وسورة نوح، وسورة يونس.

## الأنبياء العرب
ومن الأنبياء الخمسة والعشرين الذين ذُكروا في القرآن خمسة أنبياء عرب وهم: هود وصالح و اسماعيل وشعيب ومحمد (صلى الله عليه و سلم) "